# イオン結合
イオン結合（イオンけつごう、英語：ionic bond）は正電荷を持つ陽イオン（カチオン）と負電荷を持つ陰イオン（アニオン）の間の静電引力（クーロン力）による化学結合である。この結合によってイオン結晶が形成される。共有結合と対比され、結合性軌道が電気陰性度の高い方の原子に局在化した極限であると解釈することもできる。
イオン結合は金属元素（主に陽イオン）と非金属元素（主に陰イオン）との間で形成されることが多いが、塩化アンモニウムなど、非金属の多原子イオン（ここではアンモニウムイオン）が陽イオンとなる場合もある。イオン結合によってできた物質は組成式で表される。

## イオン間の静電引力
イオン結晶の結合エネルギーのうち、イオン間の静電相互作用によるエネルギーをマーデルング・エネルギー（Madelung energy）という。

### マーデルング・エネルギーの導出
はじめに2つのイオン間の相互作用について考える。陽イオンと陰イオンの電荷をそれぞれ{\displaystyle \pm q}とすると、イオン{\displaystyle i}と{\displaystyle j}の間の相互作用エネルギー{\displaystyle U_{ij}}は　
{\displaystyle U_{ij}=\lambda e^{-{r_{ij} \over \rho }}\pm {q^{2} \over r_{ij}}}     (1)
と書くことができる。イオン{\displaystyle i}と{\displaystyle j}の間の距離を{\displaystyle r_{ij}}とした。第１項はパウリの排他律による斥力ポテンシャルで、{\displaystyle \lambda }と{\displaystyle \rho }はそれぞれ、斥力の大きさと斥力が働く距離を決定するパラメータである。第2項はクーロンポテンシャルを表す。 (1)式の{\displaystyle +}符号は同種の電荷に対して、{\displaystyle -}符号は異種の電荷に対してとる。ただし、イオン結晶でのファンデルワールス力の部分は凝集エネルギーの{\displaystyle 1\sim 2\%}程度の比較的小さな寄与しか与えないので、ここでは無視した。
次に結晶について考える。結晶の最近接イオン間距離を{\displaystyle R}とおき、{\displaystyle r_{ij}=p_{ij}R}となる{\displaystyle p_{ij}}を導入すると{\displaystyle 2N}個のイオンからなる結晶の全格子エネルギー{\displaystyle U_{tot}}は、
{\displaystyle U_{tot}=N{\biggl (}z\lambda e^{-{R \over \rho }}-{\alpha q^{2} \over R}{\biggr )}}     (2)
と書くことができる。ただし斥力ポテンシャルは、最近接イオン間相互作用のみを考慮し、それ以外は無視した。{\displaystyle z}は最近接イオンの数である。{\displaystyle \alpha }はマーデルング定数とよばれ、
{\displaystyle \alpha =\sum _{j}{S_{ij} \over p_{ij}}}
で定義する。ただし{\displaystyle S_{ij}}はイオン{\displaystyle i}と{\displaystyle j}が異符号のときは{\displaystyle +1}、同符号のときは{\displaystyle -1}をとる。
イオンが静止した温度ゼロの状態を考える。圧力がゼロという条件の下では、体積に対して{\displaystyle U_{tot}}が最小となる。これは平衡距離{\displaystyle R_{0}}で{\displaystyle U_{tot}}が最小となることに等しいので{\displaystyle {dU_{tot} \over dR}=0}が成り立つ。(2)式より
{\displaystyle {R_{0}}^{2}e^{-{R_{0} \over \rho }}={\rho \alpha q^{2} \over z\lambda }}
平衡距離{\displaystyle R_{0}}での2個のイオンからなる結晶の全格子エネルギーは
{\displaystyle U_{tot}={\rho  \over R_{0}}\cdot {N\alpha q^{2} \over R_{0}}-{N\alpha q^{2} \over R_{0}}}
と書ける。第1項が斥力項、第2項がクーロン項すなわちマーデルング・エネルギーを表す。

## イオン結合性と共有結合性
例えば水素（H₂）や酸素（O₂）など等核2原子分子は、純粋な共有結合によって形成されている。しかし一酸化窒素（NO）や一酸化炭素（CO）のような異核２原子分子は、共有結合性とイオン結合性が混ざっている。これは分子を形成する際の電荷分布の変化によって生じる。
原子A,Bからなる2原子分子について考える。結合前の原子A,Bの電子の存在確率密度をそれぞれ{\displaystyle \rho _{A}}、{\displaystyle \rho _{B}}とすると、2原子分子の電子の存在確率密度{\displaystyle \rho _{AB}}は次の形で与えられる。
{\displaystyle \rho _{AB}=(1+\alpha _{i})\rho _{A}+(1-\alpha _{i})\rho _{B}+\alpha _{c}\rho _{bond}}
右辺第一項と第二項は、{\displaystyle \alpha _{i}}個だけの電子が原子Bから原子Aに移動し、2原子分子において電子が偏っていることを表す。{\displaystyle \rho _{bond}}は原子A,Bが結合したときに中間部分に電子密度が高くなってできた結合電荷であり、全空間での{\displaystyle \rho _{bond}}に関する全電荷はゼロに等しい。{\displaystyle \alpha _{i}}、{\displaystyle \alpha _{c}}は、結合のイオン性(ionicity)と共有性(covalency)の尺度を表し、{\displaystyle {\alpha _{i}}^{2}+{\alpha _{c}}^{2}=1}を満たす。等核2原子分子は電子の偏りはないので{\displaystyle \alpha _{i}=0,{\displaystyle \alpha _{c}=1}}である。電子密度は
{\displaystyle \rho _{AB}=\rho _{A}+\rho _{B}+\rho _{bond}}　　　
と表せ、結合前後の電荷密度の変化は結合電荷の寄与{\displaystyle {\bigl (}\rho _{bond}{\bigr )}}のみによって与えられる。一方、異核2原子分子は{\displaystyle \alpha _{i}\neq 0,\alpha _{c}\neq 1}であるので電子密度は
{\displaystyle \rho _{AB}=\rho _{A}+\rho _{B}+\alpha _{i}(\rho _{A}-\rho _{B})+\alpha _{c}\rho _{bond}}
と表せる。共有結合性の電荷の寄与{\displaystyle {\bigl (}\alpha _{c}\rho _{bond}{\bigr )}}に加えて、イオン結合性の電荷の寄与{\displaystyle {\bigl (}\alpha _{i}(\rho _{A}-\rho _{B}){\bigr )}}を含んでいる。
これより、等核2原子分子では、結合は純粋に共有性であり、異核2原子分子では共有性とイオン性が混ざった性格を示す。